# Brian De Palma
Brian Russell De Palma (Newark, 11 settembre 1940) è un regista, sceneggiatore e produttore cinematografico statunitense.
È fra i registi che hanno contribuito alla nascita della New Hollywood. Istintivo erede di Alfred Hitchcock, da cui riprende varie tecniche cinematografiche, De Palma è noto per l'uso di inquadrature d'impatto cariche di tensione, come la caratteristica ripresa a rallentatore o la rotazione di 360° della cinepresa attorno a un corpo. Nella sua lunga carriera si è cimentato in vari generi cinematografici, spaziando dall'horror al thriller, dal gangster movie alla fantascienza, dalla commedia al cinema di guerra: fra le sue opere figurano pellicole celebri, oramai divenute dei veri e propri cult movie entrati nell'immaginario collettivo come Carrie - Lo sguardo di Satana (1976), Scarface (1983), The Untouchables - Gli intoccabili (1987), Carlito's Way (1993) e Mission: Impossible (1996).

## Biografia
De Palma nasce a Newark, nel New Jersey, l'11 settembre del 1940, figlio di Anthony De Palma, un ortopedico statunitense, figlio a sua volta di immigrati italiani originari di Alberona (in Foggia), e di Vivienne Muti, una casalinga, anch'ella d'origini italiane. Sebbene abbia ricevuto in famiglia un'educazione cattolica, De Palma frequenta per lo più scuole protestanti durante il proprio ciclo di studi. Ha in seguito raccontato di avere evitato il servizio di leva per il Vietnam mentendo al suo medico dicendogli di essere omosessuale. 
Fin da ragazzo amava costruire computer, videocamere e altri dispositivi tecnologici, infatti la sua prima vera passione è stata la fisica. De Palma da giovane si interessava molto anche a omicidi famosi e li studiava su dei libri, e analizzava nel dettaglio le dinamiche della morte del presidente Kennedy studiando il video girato casualmente da Abraham Zapruder. Dopo aver studiato discipline scientifiche appoggiato dal fratello maggiore anch'egli fisico comincia ad interessarsi al teatro e la visione di Vertigo lo fa avvicinare al cinema. Inizia la sua carriera con piccoli film a basso budget e cortometraggi insieme al suo amico attore William Finley che lo ha accompagnato in varie tappe della sua prima filmografia. 

### Gli inizi
Il primo lungometraggio di De Palma Murder à la Mod (1968) ottiene subito un buon successo; subito dopo lavora con l'esordiente Robert De Niro in Ciao America! (1968) e Hi, Mom! (1970). Grazie a queste prime opere, nelle quali dimostra già un grande talento, e nonostante sia ancora un regista esordiente, riesce a lavorare con attori di un certo spessore come Charles Durning in Le due sorelle (1972), e Orson Welles nella commedia Impara a conoscere il tuo coniglio (1972). Grazie al film Il fantasma del palcoscenico (1974) De Palma ottiene fama internazionale. Nonostante il grande livello delle sue opere, la stima riconosciuta (molto spesso a posteriori) De Palma ha ammesso di non essersi "mai considerato un artista."

### Il successo
Carrie - Lo sguardo di Satana (1976), tratto dal primo romanzo di Stephen King, con John Travolta e Sissy Spacek, e Obsession - Complesso di colpa (1976), nel quale dirige Cliff Robertson e John Lithgow, confermano De Palma come uno dei registi più apprezzati del momento. Minor successo, sia di pubblico che di critica, ottengono i successivi Vizietti familiari (1978), una commedia, e Fury (1978), entrambi con Kirk Douglas; nel secondo De Palma adopera alcune tecniche che Dario Argento aveva usato in Profondo rosso (1975).

### Gli anni ottanta
Dal 1979 al 1983 è stato sposato con Nancy Allen, che ha diretto in Carrie - Lo sguardo di Satana (1976), Vizietti familiari (1979), Vestito per uccidere (1980) e Blow Out (1981), con John Travolta. Negli anni ottanta arriva un altro grande successo con Scarface (1983), sceneggiato da Oliver Stone, in cui De Palma si rifà al capolavoro di Howard Hawks e Ben Hecht del 1932, impiegando il suo attore favorito, Al Pacino, nel ruolo che fu di Paul Muni, e affiancandogli l'allora semisconosciuta Michelle Pfeiffer. Al Pacino ritrae un antieroe leggendario, contribuendo a creare un'opera che traccia nuove e nette linee guida per il futuro del genere (e non solo). 
Omicidio a luci rosse (1984) ottiene un buon successo, benché i produttori volessero Robert Redford o Paul Newman al posto di Craig Wasson. Dopo l'insuccesso di Cadaveri e compari (1986), torna al successo con uno dei suoi capolavori assoluti, The Untouchables - Gli intoccabili (1987), con un cast all-star: Kevin Costner, Robert De Niro, Andy García e Sean Connery, il quale - scelto all'ultimo dal regista, che aveva optato precedentemente per Kirk Douglas, Gene Hackman e James Stewart- vincerà l'Oscar al miglior attore non protagonista.

### Gli anni novanta
Ottiene un discreto successo anche con Il falò delle vanità (1990), con Tom Hanks, Melanie Griffith e Bruce Willis, e torna a lavorare con Al Pacino in Carlito's Way (1993), dove omaggia la scena della carrozzina de Gli intoccabili (a sua volta un omaggio a La corazzata Potëmkin).

### Dal 2000 ad oggi
A fine anni novanta viene chiamato da Tom Cruise per dirigere Mission: Impossible (1996), prodotto dallo stesso Cruise e reboot di una serie televisiva anni '60, capostipite di quella che diventerà una saga cult (ma di cui non dirigerà più episodi). Seguono due insuccessi di pubblico come Omicidio in diretta (1998), con Nicolas Cage, e il film fantascientifico Mission to Mars (2000), con Tim Robbins e Gary Sinise. Nel 2006 dirige il noir The Black Dahlia, tratto dal romanzo di James Ellroy Dalia nera, con Josh Hartnett, Scarlett Johansson e Hilary Swank. Il film riceve critiche discordanti, anche negative.
Nel 2007 vince il Leone d'argento come miglior regista alla Mostra di Venezia per Redacted, film sulla guerra in Iraq che racconta una storia realmente accaduta, lo stupro e l'uccisione di una ragazza irachena da parte di un gruppo di soldati statunitensi, segnalandosi per l'estrema asprezza.

### Stile
Lo stile di Brian De Palma è fortemente influenzato dalle tecniche di regia di Hitchcock. Nonostante questo però, ha una identità propria estremamente forte e riconoscibile. De Palma è padrone indiscusso della suspense, e del movimento di macchina, capace di ipnotizzare e tenere incollati all'azione. Un espediente fotografico di cui De Palma fa grande uso è il cosiddetto "Split-diopter focus": ovvero la ripresa di due soggetti su piani di profondità diverse tramite l'ausilio di una lente con due diversi fuochi. In questo modo si possono avere inquadrature con un soggetto o un dettaglio a fuoco in primo piano e un altro soggetto sullo sfondo sempre a fuoco. Questo sdoppiamento simultaneo del fuoco permette di dare enfasi a un momento di tensione e far risaltare una situazione di pericolo.
Uno dei temi principali della poetica "depalmiana" è il voyeurismo e tutto ciò che riguarda la visione, l'immagine, la prospettiva e la meta-visione, la responsabilità della visione di una scena, e questo aspetto permea tutta la opera di De Palma, diventando spesso meta-cinematografico.
Tecniche di regia particolarmente utilizzate dal regista sono i lunghi piani sequenza a seguire, le inquadrature a piombo, i climax in slow motion, le riprese a 360 gradi intorno al soggetto, gli split screen (che possono essere sia diegetici cioè formati da telecamere, finestre o riflessi sia creati in montaggio), immagini che implicano una visione parziale o la visione tramite dei media (macchina fotografica, nastro magnetico, finestra, specchio, ecc), infatti quasi tutti i film del regista italo americano cominciano da delle situazioni di messa in scena, da scene racchiuse in schermi o da dei media: 
Hi, Mom! comincia con la ripresa video in soggettiva del protagonista, Le due sorelle ha inizio in un gioco televisivo, Vestito per uccidere inizia con un sogno, Blow out con una scena del film a cui il nostro protagonista sta lavorando, Scarface con delle riprese documentaristiche, Omicidio a luci rosse inizia durante un ciak finito male di un film che stanno girando, Doppia personalità invece con le riprese di una telecamera. Mission Impossible ha inizio durante una messa in scena finalizzata a far parlare un prigioniero, Omicidio in diretta con una ripresa televisiva, ecc ecc.
I temi principali della poetica depalmiana possono quindi essere considerati il mistero della lettura della realtà, il tema del doppio (anche questo ripreso da Vertigo), la perversione, la parzialità del punto di vista, il rapporto tra osservatore e oggetto osservato. Il suo stile è stato criticato (ed elogiato) negli anni per la sua violenza e la sessualità esplicite. Ciò che caratterizza la regia di De Palma è una grande maestria nel movimento della cinepresa nello spazio, spesso finalizzato alla descrizione dell'architettura scenica. A questo proposito De Palma afferma: "L'attesa è molto importante. Sai, così puoi radicarti, fai attendere, descrivi la zona, l'elemento del pericolo. Così il pubblico comprende la scena e si abitua a dove si trova."

### Vita privata
Brian De Palma si è sposato tre volte. Il primo matrimonio fu dal 1979 al 1984 con l'attrice Nancy Allen; i due si conobbero durante le riprese di Carrie e iniziarono a frequentarsi durante la lavorazione di Fury. Lei ha recitato in Carrie, Home Movies, Vestito per uccidere (il cui ruolo è stato scritto per lei) e infine in Blow Out. 
Il regista è stato poi sposato dal 1991 al 1993 con la produttrice Gale Anne Hurd, con cui ha avuto una figlia, Lolita (1991), e dal 1995 al 1997 con l'attrice Darnell Gregorio, con cui ha avuto sua figlia Piper (1996).

## Filmografia

### Regista

#### Cinema
- Murder à la Mod (1968)
- Ciao America! (Greetings) (1968)
- Oggi sposi (The Wedding Party) (1969, girato nel 1963)
- Dionisio nel '69 (Dionysus in '69) (1970)
- Hi, Mom! (1970)
- Impara a conoscere il tuo coniglio (Get to Know Your Rabbit) (1972)
- Le due sorelle (Sisters) (1973)
- Il fantasma del palcoscenico (Phantom of the Paradise) (1974)
- Obsession - Complesso di colpa (Obsession) (1976)
- Carrie - Lo sguardo di Satana (Carrie) (1976)
- Fury (The Fury) (1978)
- Home Movies - Vizietti familiari (Home Movies) (1979)
- Vestito per uccidere (Dressed to Kill) (1980)
- Blow Out (1981)
- Scarface (1983)
- Omicidio a luci rosse (Body Double) (1984)
- Cadaveri e compari (Wise Guys) (1986)
- The Untouchables - Gli intoccabili (The Untouchables) (1987)
- Vittime di guerra (Casualties of War) (1989)
- Il falò delle vanità (The Bonfire of the Vanities) (1990)
- Doppia personalità (Raising Cain) (1992)
- Carlito's Way (1993)
- Mission: Impossible (1996)
- Omicidio in diretta (Snake Eyes) (1998)
- Mission to Mars (2000)
- Femme fatale (2002)
- Black Dahlia (2006)
- Redacted (2007)
- Passion (2012)
- Domino (2019)

#### Cortometraggi
- Icarus (1960)
- 660124: The Story of an IBM Card (1961)
- Woton's Wake (1962)
- Jennifer (1964)
- The Responsive Eye (1966)
- Show Me a Strong Town and I'll Show You a Strong Bank (1966)
- Bridge That Gap (1969)

#### Video musicali
- Frankie goes to Hollywood - Relax (1984)
- Bruce Springsteen - Dancing in the Dark (1984)

### Sceneggiatore
- Woton's Wake, regia di Brian De Palma (1962) - cortometraggio
- Murder à la Mod, regia di Brian De Palma (1968)
- Ciao America! (Greetings), regia di Brian De Palma (1968)
- Oggi sposi (The Wedding Party), regia di Brian De Palma (1969) - co-sceneggiato insieme a Wilford Leach e Cynthia Munroe
- Hi, Mom!, regia di Brian De Palma (1970) - co-sceneggiato insieme a Charles Hirsch
- Le due sorelle (Sisters), regia di Brian De Palma (1973) - co-sceneggiato insieme a Louisa Rose
- Il fantasma del palcoscenico (Phantom of the Paradise), regia di Brian De Palma (1974)
- Obsession - Complesso di colpa (Obsession), regia di Brian De Palma (1976) - soggetto
- Home Movies - Vizietti familiari (Home Movies), regia di Brian De Palma (1979) - soggetto
- Vestito per uccidere (Dressed to Kill), regia di Brian De Palma (1980)
- Blow Out, regia di Brian De Palma (1981)
- Omicidio a luci rosse (Body Double), regia di Brian De Palma (1984) - co-sceneggiato insieme a Robert J. Avrech
- Doppia personalità (Raising Cain), regia di Brian De Palma (1992)
- Omicidio in diretta (Snake Eyes), regia di Brian De Palma (1998) - soggetto
- Femme fatale, regia di Brian De Palma (2002)
- Sisters, regia di Douglas Buck (2006) - soggetto[2]
- Redacted, regia di Brian De Palma (2007)
- Passion, regia di Brian De Palma (2012)

### Produttore
- Oggi sposi (The Wedding Party), regia di Brian De Palma (1969)
- Home Movies - Vizietti familiari (Home Movies), regia di Brian De Palma (1979)
- Omicidio a luci rosse (Body Double), regia di Brian De Palma (1984)
- Il falò delle vanità (The Bonfire of the Vanities), regia di Brian De Palma (1990)
- Omicidio in diretta (Snake Eyes), regia di Brian De Palma (1998)

## Riconoscimenti
- Academy of Science Fiction, Fantasy & Horror Films, USA (Saturn Award)
  - 1981: candidatura - Miglior regia per Vestito per uccidere (1980)
- Amnesty International Film Festival (Youth Jury Award)
  - 2008: Vinto - Redacted (2007)
- Festival internazionale del film fantastico di Avoriaz (Grand Prix)
  - 1975: Vinto - Il fantasma del palcoscenico (1974)
  - 1977: Vinto - Carrie - Lo sguardo di Satana (1976)
- Festival internazionale del cinema di Berlino
  - 1969: Vinto - Orso d'argento per Ciao America! (1968)
  - 1969: candidatura - Orso d'oro per Ciao America! (1968)
  - 1970: candidatura - Orso d'oro per Dionisio nel '69 (1970)
- Blue Ribbon Awards (Blue Ribbon Award)
  - 1988: Vinto - Miglior film in lingua straniera per The Untouchables - Gli intoccabili (1987)
- Premio César (César)
  - 1988: candidatura - Miglior film straniero per The Untouchables - Gli intoccabili (1987)
- French Syndicate of Cinema Critics (Critics Award)
  - 2007: Vinto - Miglior singolo DVD per Il fantasma del palcoscenico (1974)
- Razzie Awards (Razzie Award)
  - 1981: candidatura - Peggior regista per Vestito per uccidere (1980)
  - 1984: candidatura - Peggior regista per Scarface (1983)
  - 1985: candidatura - Peggior regista per Omicidio a luci rosse (1984)
  - 1991: candidatura - Peggior regista per Il falò delle vanità (1990)
  - 1991: candidatura - Peggior film per Il falò delle vanità (1990)
  - 2001: candidatura - Peggior regista per Mission to Mars (2000)
- Festival del Cinema di Sitges (Best Film)
  - 2002: candidatura - Miglior film per Femme fatale (2002)
- Mostra internazionale d'arte cinematografica
  - 2006: candidatura - Leone d'oro per Black Dahlia (2006)
  - 2007: Vinto - Leone d'argento alla migliore regia per Redacted (2007)
  - 2007: candidatura - Leone d'oro per Redacted (2007)
  - 2007: Vinto - Future Film Festival Digital Award per Redacted (2007)
  - 2015: Vinto - Premio Jaeger-LeCoultre Glory to the Filmmaker[3]
- Writers Guild of America (WGA Award)
  - 1975: candidatura - Miglior commedia scritta direttamente per lo schermo per Il fantasma del palcoscenico (1974)